# DRSU-5
DRSU-5 (ros. ДРСУ-5) – wieś (ros. деревня, trb. dieriewnia) w zachodniej Rosji, w osiedlu wiejskim Diwasowskoje rejonu smoleńskiego w obwodzie smoleńskim.

## Pochodzenie nazwy
Jest to skrót mający kilka podobnych znaczeń związanych z inwestycjami drogowymi, m.in. „wydział budowy i remontu dróg”

## Geografia
Miejscowość położona jest przy drodze magistralnej M1 «Białoruś», 3,5 km od drogi regionalnej 66N-1807 (Awtozaprawocznoj Stancyi – Smoleńsk), 8 km od drogi federalnej R120 (Orzeł – Briańsk – Smoleńsk – Witebsk), 0,5 km od centrum administracyjnego osiedla wiejskiego (Diwasy), 10,5 km od Smoleńska, 8 km od najbliższego przystanku kolejowego (Dubrowinka).

## Demografia
W 2016 r. miejscowość zamieszkiwało 212 osób.

## Historia
W czasie II wojny światowej od lipca 1941 roku dieriewnia Iljuszyno była okupowana przez hitlerowców. Wyzwolenie nastąpiło we wrześniu 1943 roku.
Po 1945 roku wieś całkowicie opustoszała, a lata później ulokowano tu DRSU-5 - przedsiębiorstwo obsługujące główną arterię komunikacyjną obwodu smoleńskiego. Z czasem wokół DRSU-5 zaczęła rozwijać się miejscowość bez nazwy i żadnego oficjalnego statusu. Życie codzienne jej mieszkańców nie odbiegało od normy. Otrzymywali nawet pocztę: poczta w Diwasach, dieriewnia DRSU-5. Od 1976 roku dla dieriewni prowadzone były opracowania statystyczne, ewidencja ludności, księgi wieczyste.
Sytuacja mieszkańców stała się nie do pozazdroszczenia w 2006 roku, kiedy to władze obwodu zauważyły, że miejscowość DRSU-5 nie istnieje. Sytuacja 236 mieszkańców stała się bardzo trudna z powodu braku możliwości zarejestrowania majątków. Wielu z nich wykupiło swoje mieszkania, a także uczestniczyło w znacznej liczbie transakcji kupna i sprzedaży nieruchomości zarejestrowanych przed 1 stycznia 2006 roku.
Według ustawodawstwa federalnego na rok 2007 niemożliwa była zmiana nazwy na „DRSU-5”, ponieważ jest ona skrótem. W toku dyskusji władze obwodu zidentyfikowały ok. 30 innych miejscowości z równie zagmatwanym statusem.